# Paul Follot
Paul Follot (París, 17 de julio de 1877-Sainte-Maxime, 1941) fue un ebanista, decorador de interiores y diseñador francés, exponente del estilo art déco. Diseñó especialmente muebles, tejidos y artículos de mesa.

## Biografía

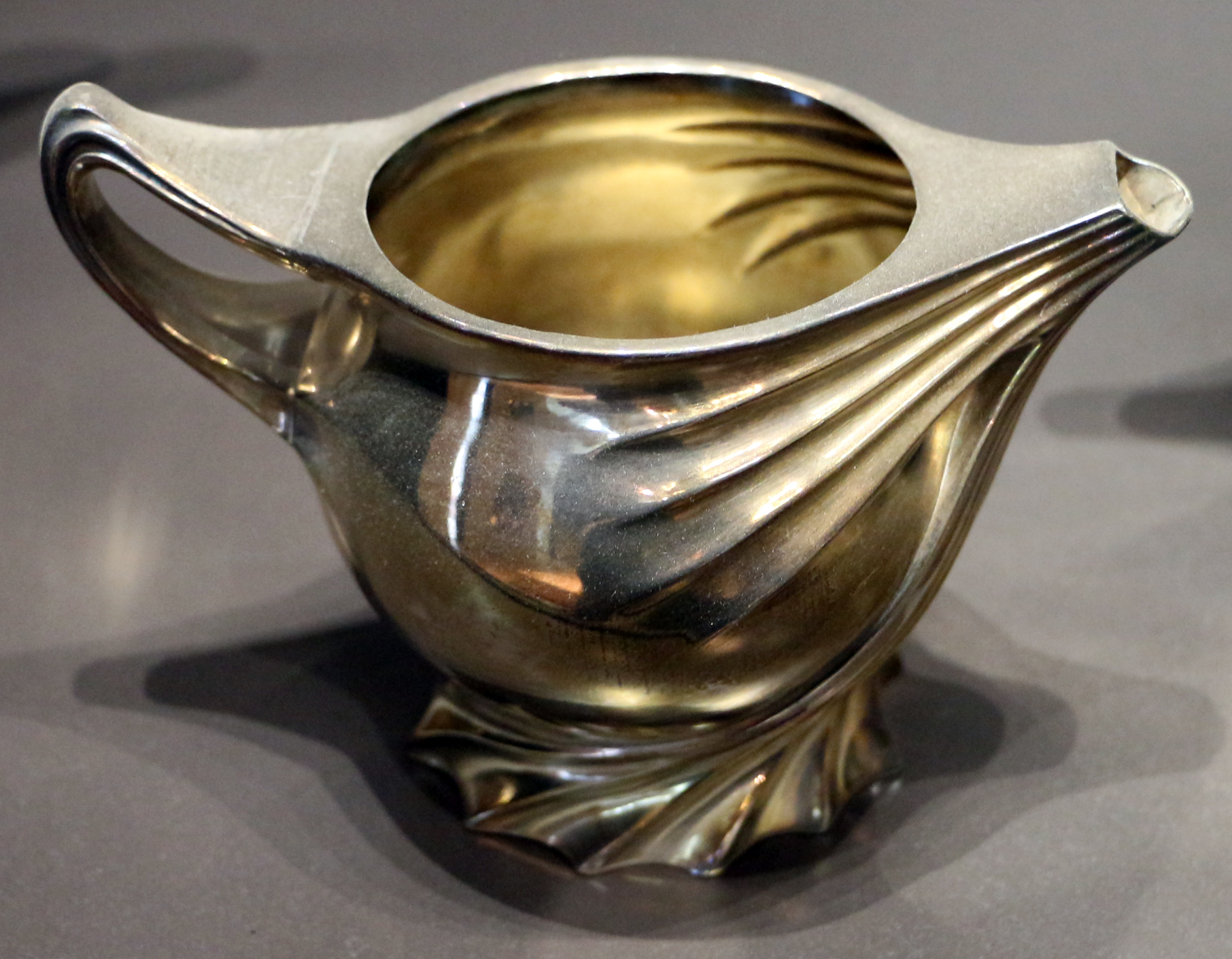
Tetera diseñada para la empresa Christofle (1903), Musée d'Orsay, París

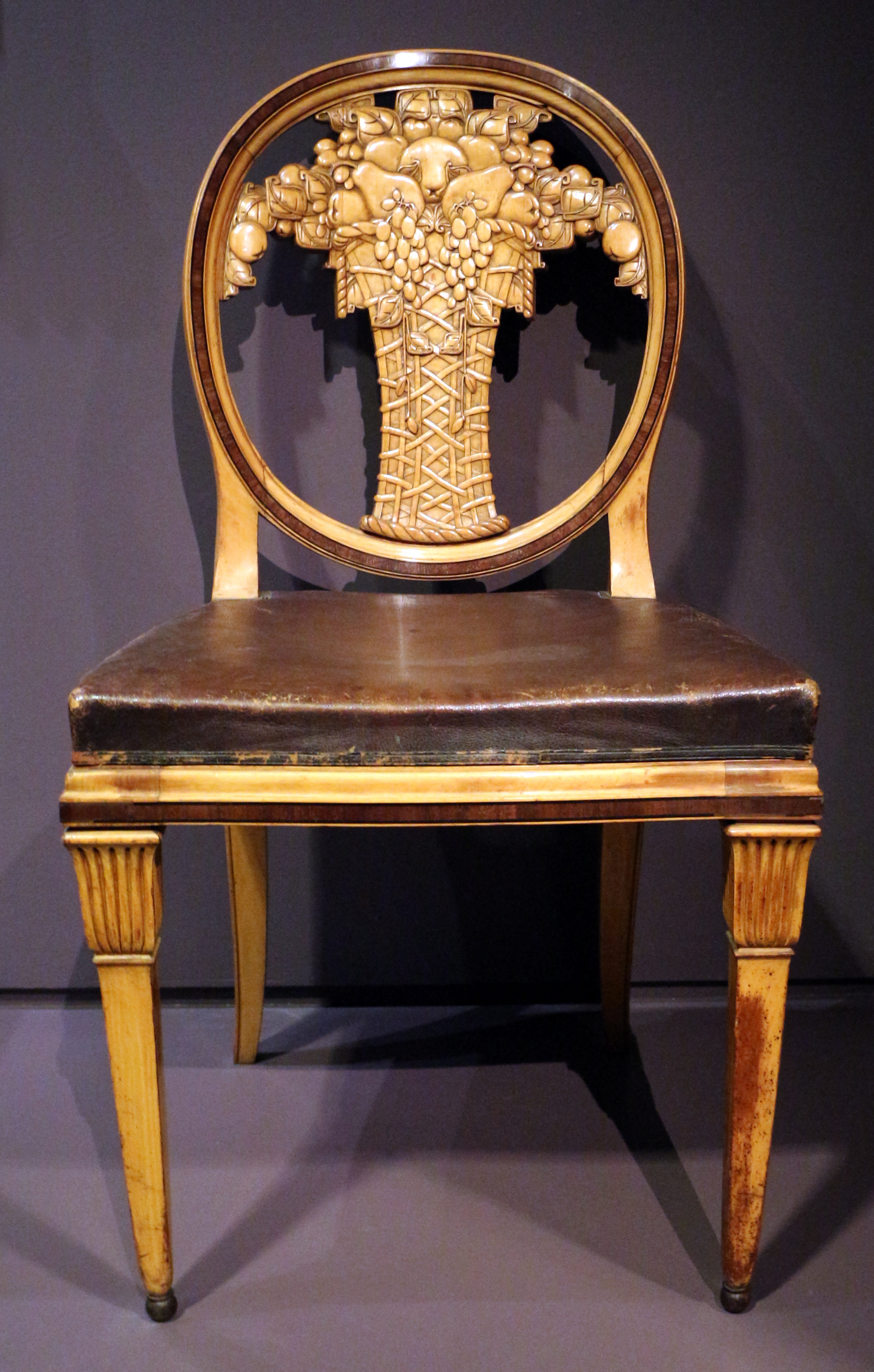
Silla de maderas de sicomoro, ébano y amaranto (1913), Museo de las Artes Decorativas de París

Fue discípulo de Eugène Grasset, a quien sucedió como profesor del Cours superieur d'art décoratif de la Ville de Paris. En 1904 inició su andadura como decorador, con un estilo que fue evolucionando del Art Nouveau al art déco, caracterizado por la sencillez de las formas en contraposición a la riqueza de los materiales. Sus muebles destacaban tanto por su opulencia como por su comodidad. Tenía una concepción un tanto elitista del arte, y llegó a afirmar que el arte era «privilegio de una élite».
Expuso su obra en varias ocasiones en el Salon des artistes décorateurs y en el Salon d’Autumne, así como en la Exposición de Artes Decorativas de 1925. Desde 1923 fue director de diseño de los almacenes Le Bon Marché de París.